# Temporada 2017-2018 del RCD Espanyol
La temporada 2017-2018 del RCD Espanyol comença amb l'objectiu d'arribar als 30.000 socis, uns 1.500 més respecte a la temporada anterior.

## Fets destacats
- En el partit amb el Getafe es registra la pitjor entrada de la història de l'estadi de Cornellà a la Lliga.[3]

## Resultats i Classificació
- Lliga d'Espanya: Onzena posició amb 49 punts (38 partits, 12 victòries, 13 empats, 13 derrotes, 36 gols a favor i 42 en contra).
- Copa del Rei: Quarts de final. Eliminà el CD Tenerife i el Llevant UE. Eliminat pel FC Barcelona a quarts de final.
- Supercopa de Catalunya: Finalista. FC Barcelona-RCD Espanyol 0-0 (4-2 p.).

## Plantilla
A 14 de gener de 2018
| P   | D  | Jugador                    | Lliga | Lliga | Copa d'Espanya | Copa d'Espanya |
| P   | D  | Jugador                    | PJ    | G     | PJ             | G              |
| --- | -- | -------------------------- | ----- | ----- | -------------- | -------------- |
| POR | 1  | Pau López                  | 29    | -31   | 1              | -2             |
| POR | 13 | Diego López                | 10    | -11   | 5              | -4             |
| POR | 26 | Edu Frías                  | -     | -     | -              | -              |
| POR | 35 | Adrián López               | -     | -     | -              | -              |
| DEF | 3  | Aarón Martín               | 32    | -     | 3              | -              |
| DEF | 22 | Mario Hermoso              | 22    | 1     | 2              | -              |
| DEF | 2  | Marc Navarro               | 19    | 1     | 5              | -              |
| DEF | 12 | Dídac Vilà                 | 14    | -     | 5              | -              |
| DEF | 16 | Javi López ( Capità)       | 14    | -     | 1              | -              |
| DEF | 5  | Naldo                      | 11    | -     | 6              | -              |
| DEF | 6  | Óscar Duarte               | 11    | -     | 2              | -              |
| DEF | 24 | Sergio Sánchez             | 2     | -     | 1              | -              |
| MIG | 15 | David López (3r capità)    | 37    | 1     | 6              | -              |
| MIG | 25 | Sergi Darder               | 35    | 1     | 5              | -              |
| MIG | 4  | Víctor Sánchez (2n capità) | 30    | -     | 3              | -              |
| MIG | 10 | José Manuel Jurado         | 29    | -     | 2              | -              |
| MIG | 23 | Esteban Granero            | 25    | 1     | 6              | 1              |
| MIG | 14 | Òscar Melendo              | 18    | -     | 5              | 1              |
| MIG | 18 | Javi Fuego                 | 17    | -     | 3              | -              |
| MIG | 8  | Carlos Sánchez             | 14    | -     | -              | -              |
| MIG | 21 | Marc Roca                  | 8     | -     | 1              | -              |
| MIG | 20 | Pape Diop                  | 5     | -     | 2              | -              |
| MIG | 17 | Hernán Pérez               | 4     | -     | 1              | -              |
| MIG | 20 | Jairo Morillas             | -     | -     | -              | -              |
| DAV | 7  | Gerard Moreno              | 38    | 16    | 6              | 3              |
| DAV | 11 | Léo Baptistao              | 36    | 8     | 4              | 1              |
| DAV | 9  | Sergio García              | 33    | 2     | 5              | 1              |
| DAV | 19 | Pablo Piatti               | 30    | 2     | 1              | -              |
| DAV | 8  | Álvaro Vázquez             | -     | -     | 2              | -              |

### Equip tècnic
- Entrenador:  Quique Sánchez Flores
- Entrenador assistent:  Juan Carlos Oliva
- Entrenador assistent:  Alberto Giráldez Díaz
- Entrenador assistent:  Antonio Díaz Carlavilla
- Entrenador de porters:  Jesús Salvador Garrido
- Tècnic audiovisual:  José Luís Gallardo
- Doctor:  Carles Enrique Hernández
- Doctor:  Ángel García Díaz
- Preparador físic:  Óscar García
- Preparador físic:  Jaume Bartrés Arenas

### Cessions
| N. | Pos. | Nac. | Jugador                                       |
| -- | ---- | --- | --------------------------------------------- |
| 8  | DAV  | [[Fitxer:Flag of Catalonia.svg\|23x15px\|border \|alt=Catalunya\|link=Selecció de futbol de Catalunya\|{{#if:\|]] | Álvaro Vázquez al Club Gimnàstic de Tarragona |

### Baixes
| N. | Pos. | Nac. | Jugador                                    |
| -- | ---- | --- | ------------------------------------------ |
| 10 | DAV  | [[Fitxer:Flag of Ecuador.svg\|23x15px\|border \|alt=Equador\|link=Selecció de futbol de l'Equador\|{{#if:\|]] | Felipe Caicedo a la Società Sportiva Lazio |
| 20 | MIG  | [[Fitxer:Flag of Senegal.svg\|23x15px\|border \|alt=Senegal\|link=Selecció de futbol del Senegal\|{{#if:\|]]  | Pape Diop a la Sociedad Deportiva Eibar    |